# Stichopathes filiformis
Stichopathes filiformis är en korallart som beskrevs av Gray 1868. Stichopathes filiformis ingår i släktet Stichopathes och familjen Antipathidae. Inga underarter finns listade i Catalogue of Life.